# Mariánský sloup (Litomyšl)
Mariánský sloup se nachází na Smetanově náměstí v Litomyšli v okrese Svitavy, v jeho jižní části. Jedná se o kulturní památku evidovanou pod katalogovým číslem 30522/6-4229.
Sousoší zobrazuje svatého Václava a Jana Nepomuckého, vzniklo jako práce rakouského sochaře Antonína Applera inspirovaná skicou italského stavitele z Vídně, Giovanni Alliprandiho. 

## Historie
V místě dnešního sloupu se dříve nacházela dřevěná socha Panny Marie, která vznikla původně v roce 1681. V blízkosti sloupu stávala také kašna se sochou sv. Floriana, ta byla později přemístěna ke kostelu Povýšení svatého kříže. Socha vznikla podle návrhu Bartoloměje Hendrycha a byla vyjádřením poděkování Panně Marii za to, že se Litomyšli vyhnula morová epidemie v roce 1713. Má podobu Panny Marie stojící na drakovi na sloupu s kanelovanými dříky, níže jsou posazeny sochy sv. Václava a sv. Jana Nepomuckého.
Sloup se dvěma sochami doplnila v roce 1904 kamenná balustráda. V letech 1938 a 1974 bylo sousoší restaurováno.